# 遠藤春岱
遠藤 春岱（えんどう しゅんたい）は、幕末から明治時代にかけての徳山藩士、藩医。諱は正克、後に正衡。家格は馬廻、禄高は50石。

## 生涯
文化2年（1805年）、徳山藩士・遠藤俊古の長男として生まれる。文化8年（1811年）に父・俊古が死去すると、富田村の医師であった四熊俊方の子・貞方が中継ぎとなり、文政3年（1820年）2月に春岱が家督を相続した。
文政年間の初めに周防国佐波郡三田尻の能美洞庵に師事して医学を学ぶ。文政7年（1824年）に徳山藩主・毛利広鎮に従って江戸へ上り、江戸の諸家と交流した。文政10年（1827年）には長崎に遊学して楢林栄健から西洋外科学を修めた。文政12年（1829年）に帰国し、同年6月には医学取立方の松岡玄知が上京中の代理を務めた。
天保2年（1832年）に駿河国沼津の市岡魯山を訪ね、天保3年（1833年）には再び江戸へ上り、蘭学者の青地林宗に学んだ。江戸から帰国した後は記録所役典医添役に任じられる。
天保14年（1844年）12月に蘭医兼学取立方、嘉永3年（1850年）6月に牛痘引種施行の用掛となって種痘や西洋医学の普及に尽くし、安政5年（1858年）8月にコレラが蔓延した際にも治療に献身したことでその名を高めた。
元治元年（1864年）7月19日に禁門の変が起こって後は、幕府恭順を主張する「俗論派」によって幽閉を命じられたが、翌慶応元年（1865年）6月に「正義派」が藩論を回復すると幽閉を解かれた。
明治の初めに病死し、上田平墓地に葬られた。嫡男の貞一郎が家督を相続した。